# ケン・アリベック

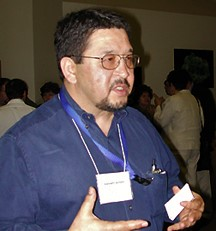
ケン・アリベック 2003年

ケン・アリベック（Kenneth "'Ken" Alibek、1950年 - ）は、ソビエト連邦の医師、微生物学者、生物兵器専門家。ソ連の生物兵器の開発責任者だったが、ソ連崩壊後の1992年にアメリカに亡命した。ロシア名はカナジャン・アリベコフ (ロシア語: Канатжан Алибеков, Kanatzhan Alibekov)。
ソビエト連邦内のカザフ・ソビエト社会主義共和国の村、カウチュクで生まれ、アルマトイで育った。1975年にトムスク医科大学軍事学部を卒業し、生物兵器開発組織のバイオプレパラトに配属となった。このときの軍の階級は少尉。
1981年にオムトニンスクの拠点の副所長に昇格し、その後ステフノゴルスクに移り所長となった。ステフノゴルスクでは新型の炭疽菌の量産や、ツラレミアやペストの兵器化を進めた。ステフノゴルスク在任中に大佐に昇格。1987年にモスクワに移り、バイオプレパラトの第一副局長となった。1992年に家族と共にアメリカに亡命。
1999年にソ連の生物兵器開発を暴露した著書「バイオハザード」を出版した。

## 著書
- ケン・アリベック 著、山本光伸 訳『バイオハザード』二見書房、1999年。
  - （文庫版改題）「生物兵器―なぜ造ってしまったのか?」2001年